# 宇田三昭
宇田 三昭（うだ みつあき、1967年10月24日 - ）は、日本のダンサー、コレオグラファー。

## 来歴
大阪府出身。20歳の時に大阪のミュージカルスクールSTAGE21に入学。ダンス、タップ、アクション、演劇等を学び、その後、山田卓や中川誠に師事する。卒業後、同校インストラクターに就任。吉本NSC、放送芸術学院、スタジオモダンミリイ他複数ダンススタジオでも講師を務め、ダンサー、振付師、演出家として舞台、イベント、TV等で幅広く活躍。

## 主な活動
- CM「トーテック」 出演・振付
- ABCラジオ スタジオC2スクエア ユニット振付担当
- 松任谷由実 逗子マリーナコンサート振付
- 国際少年少女合唱団公演オープニング振付
- baseよしもと「SUMMER SMILE」ATC大阪 振付・出演
- baseよしもと志摩スペイン村 カウントダウンイベント 振付・出演
- baseよしもとWEST SIDE ZeepOsakaコンサート 振付・出演
- 映画「ガキンチョ☆ロック」振付
- 五木ひろし 大阪城ホールコンサート 振付・出演
- CM「タマホーム」出演
- 黒木瞳、森山未來主演ミュージカル「ママラブズマンボー」振付
- 森山未來ダンスコンサート「OVER THE RAINBOW」「WONDER LAND」「戦争わんだー」振付・出演
- NewOSK日本歌劇団公演 「SHOWTIME」振付・演出
- NewOSK日本歌劇団 ディナーショー振付・演出
- 尼崎アルカイックホール ダンスコンテスト審査員

など